# Versatz (Drucktechnik)
In der Drucktechnik bestimmt ein Versatz die horizontale und vertikale Abweichung von der Standardposition eines Satzelements. Ein individuell definierter Versatz dient in der Regel zur optischen Korrektur des Gesamterscheinungsbilds eines Printmediums.